# Dominique Abel
Pour les articles homonymes, voir Abel (homonymie).
Ne pas confondre avec le réalisateur belge Dominique Abel
Dominique Abel, née le 21 août 1972  à Lamastre en Ardèche, est une cinéaste, auteur, danseur, mannequin et acteur française.

## Présentation
Dominique Abel est passionnée depuis sa jeunesse par le cinéma, la danse, la musique, la peinture. Rapidement viendront s'y ajouter la littérature et le théâtre… Enfin le flamenco : pas seulement l'art, sinon tout ce qui l’a constitué, son histoire, ses gens, une manière de vivre et de sentir intensément, son monde, dont les artistes émergents et professionnels ne sont que la partie visible de l'iceberg d'une culture d'une richesse et d'une diversité dont elle n’a cessé de s'étonner. Tout autant qu'elle s'étonne de l'incroyable méconnaissance de cet art et de la persistance des clichés les plus ineptes. Sa sensibilité existentielle, un sens tragique autant que festif de l’existence, l’ont conduite naturellement à se sentir très proche de ses interprètes vivants, de leur poésie intrinsèque et singulière, leur humour d’une ironie acérée et pleine d’esprit, leur passion pour leur art, leurs excès. De tout ce vécu, après avoir abandonné la danse (el baile) dont elle ne se sentait pas à la hauteur, après avoir « touché à tout », sa nécessité de les exprimer dans leur contexte vivant lui a révélé tardivement sa vocation : filmer. Surréalisme et mystère de leurs réalités, situations improbables et poétiques, profondeur et tendresse, vitalité, musique, nuit, voilà les ingrédients de ses films.

## Biographie
Dominique Abel est née à Lamastre (Ardèche), petite dernière d’une famille de cinq enfants. Son père, fils d’instituteur et petit-fils de paysan, y est pasteur. Sa mère provient de l’aristocratie huguenote, et ils convergent dans une vision assez idéaliste du ministère pastoral comme de la société.
Dominique a juste quatre ans lorsque sa famille quitte la petite ville de campagne pour la banlieue parisienne, où ils emménagent dans une des premières cités HLM, La Butte rouge à Châtenay-Malabry. Elle y grandit entre deux mondes : d’un côté sa famille cultivée et engagée, de l’autre ses camarades de quartier, d’école et de collège d’origine populaire, mais aussi maghrébins, espagnols, portugais etc. Dans les terrains vagues en face de l’immeuble viennent souvent s’installer des gitans qui sont invariablement chassés, et remplacés. Ces rapports avec des camarades de différentes identités et auxquels elle s’attache beaucoup, seront probablement décisifs. Cela explique peut-être son attirance très précoce vers « le Sud ».
Elle a treize ans quand son père est muté en Provence, à Manosque. Elle seule suit ses parents car ses aînés ont déjà quitté la maison. Le décalage est brutal, entre la banlieue foisonnante de vie, un appartement-presbytère toujours ouvert à des personnes de toutes conditions, délinquants, « égarés » ou jeunesse intellectuelle en plein débat, d’une part, et d’autre part la petite ville de province bien tranquille, où elle se retrouve soudain esseulée. C’est pour elle un traumatisme qui inaugure une période de tâtonnements. Une année, elle sera interne au Collège Cévenol, au Chambon-sur-Lignon. La suivante elle reviendra seule à Paris, chez un oncle. Inscrite à la dernière minute dans une école catholique, Notre Dame de Sion, la discipline ultra rigoureuse de l’établissement va provoquer des heurts et sanctions pour l’adolescente. Jugée « réfractaire » et privée de certains cours, elle fait l’école buissonnière pour se rendre seule à des séances de cinéma, avec une carte qui la vieillit de deux ans.
Dépourvue de toute culture cinématographique, et guidée par son seul instinct, elle découvre ainsi les films de Robert Bresson, Jacques Doillon, le néoréalisme italien, etc. De retour en Provence et forcée de redoubler pour retrouver le lycée public, c’est son goût de l’art qui va l’aider à surmonter son isolement.
Elle se passionne pour la danse contemporaine et le théâtre qu’elle exerce chaque jour au Conservatoire de Manosque. À quatorze ans, elle danse seule sur scène, pour la première fois, à la MJC. Performance remarquée dans la chronique culturelle du quotidien Le Provençal. Elle rejoint une petite troupe de théâtre semi-professionnelle, « Le Théâtre du Contrejour », dirigé par Jean Pierre Weill. Ils se produisent dans des mini festivals des Alpes-de-Haute-Provence, des Bouches-du-Rhône et du Vaucluse. Dans Ondine de Giraudoux, George Dandin ou le Mari confondu de Molière et L'École des mères de Marivaux, elle tient le rôle principal féminin. Elle suit aussi des cours de techniques de cirque, se spécialisant dans le funambulisme. Lorsque son frère aîné Olivier part s’installer en Turquie, elle demande à ses parents de la laisser partir malgré son jeune âge. L’expérience la marquera profondément, c’est un tout autre monde qui bouleverse ses acquis. Si elle ne s’était jamais vraiment sentie chez elle en France, elle a désormais l’intuition que ce n’est pas là qu’elle vivra.
La découverte du flamenco par les disques de son frère sera un autre choc. Sous le régime militaire alors en place en Turquie, et comme beaucoup de jeunes turcs, son compagnon doit se cacher et fuir le pays. Bac en poche, elle quitte alors Istanbul et retrouve la France sans enthousiasme tandis que son attirance vers l’Andalousie, à travers les disques de Camarón de la Isla, Paco de Lucía,Lole y Manuel, est chaque fois plus grande.
Elle participe à un stage du Théâtre du Soleil d'Ariane Mnouchkine et s’inscrit au Cours Simon sous la férule de Laurence Constant, tout en passant un concours pour travailler comme institutrice. Elle devient suppléante à Mantes-la-Jolie puis aux Mureaux (Yvelines) pendant trois mois. Elle donne alors sa démission à l’Éducation Nationale,«une vocation l’appelle ailleurs». Elle termine son année au Cours Simon, arrivant 2e au concours de première année.
Mais, le Carmen d'Antonio Gades sur scène va confirmer son coup de foudre artistique et sa décision de tout quitter du jour au lendemain pour partir s’installer en Espagne. Elle entre alors, sur recommandation de Gades, dans l'Académie de danse flamenca « Amor de Dios ». Elle étudie pendant sept ans sous la tutelle de grands danseurs flamenco : El Güito, Manolete, La Tati, Carmen Cortés. Elle commence à participer à des spectacles à Madrid, Bologne, Paris, et parallèlement à de nombreux galas et tablaos flamencos de province, ou internationaux et sera en 1990 la danseuse du clip "Loko me tiene esa gitana" du groupe de flamenco-fusion Ketama.

### Carrière comme réalisatrice
En 1998, elle réalise son premier film, le documentaire Agujetas, cantaor où elle filme en noir et blanc le cantaor de flamenco Agujetas qui est considéré comme un des plus grands chanteurs de flamenco de tous les temps. On le voit chanter accompagné par Moraito à la guitare. Ce film reçoit plusieurs prix : le Grand Prix du Festival International de Prague « Golden Prague 1999 », le grand prix vidéo de l’Académie Charles-Cros 1999, le Golden Spire au Festival de San Francisco 2000, la Mention Spéciale du Jury au Festival « Classiques en Images » 2000 et le Prix du Meilleur film musical à Mediawaves 2000 en Hongrie.
Son deuxième film est Aube à Grenade (En Nombre del Padre). Il en existe une version plus courte intitulée Je serai flamenca diffusée sur Arte en 2001). Tourné en 1999, il traite de la transmission familiale de l'art du flamenco à travers deux "couples" père-fille : l’un est Manuel Santiago Maya, dit Manolete, le grand danseur de Grenade, et sa fille Judea, danseuse à son tour ; l’autre est le cantaor Jaime Heredia, dit El Parron, et sa fille la cantaora Marina.
De 2000 à 2001, elle devient pensionnaire de la Casa de Velázquez à Madrid. 
Elle réalise en 2003 Poligono Sur, Séville côté sud (Poligono Sur, el arte de la Tres mil), son film le plus connu et le plus primé. En effet, ce documentaire-fiction sur une HLM de Séville où vit une forte population de gitans andalous sera sélectionné à la Berlinale où il recevra la Mention Spéciale du Jury , ainsi qu'au Festival de TriBeCa et au festival de Buenos Aires.
Le directeur de la photographie de ses films est, jusqu'à sa mort en 2003, Jean-Yves Escoffier.

### Écrivain
Son premier livre Cameleone, chez Robert Laffont paraît en France en 1999 et sera traduit et publié peu après en Espagne chez Planeta. Ce récit déroulant son parcours dans le milieu de la mode et du mannequinat, est le fruit de ses réflexions, de ses souvenirs sur le métier.
Dominique Abel a terminé la rédaction de son second livre Prose bitume livre recueil d'anecdotes, de chroniques et de pensées.
Elle s'attache actuellement à son troisième opus Yo solo quiero Caminar (tout ce que je veux, c'est marcher), un roman sur lequel elle travaille depuis de nombreuses années.

### Mannequin et actrice
Dominique Abel a nourri aussi son parcours de danse avec du théâtre, et du mannequinat.
Elle développe une  carrière d'actrice et de modèle pour livres, expositions, films, clips, la conduisant à travers le monde, dans de grandes expositions avec des photographes tels que : Javier Vallhonrat (El Espacio Poseído, Gina Kehayoff, Munich, 1992), Paolo Roversi, Enki Bilal, Alberto García Alix, Frank Horvat, Jeanloup Sieff, Keiichi Tahara ou encore Ferdinando Scianna.
Elle incarnera pour la marque SEITA, lors de l'Exposition Mondiale "Gitanes" la célèbre figure de la marque. Choisie par cinq photographes parmi les cinquante photographes prestigieux sélectionnés pour l'exposition et le livre.
En tant qu'actrice
Dominique Abel tourne dans des longs métrages français et espagnols, comme Un cœur qui bat, Mécaniques célestes, El joven Picasso (Le Jeune Picasso), des réalisateurs François Dupeyron, Fina Torres et Juan Antonio Bardem dans lesquels elle tient des rôles principaux ou seconds rôles.
Elle travaille comme présentatrice pour La chaîne La Sept Arte qui la choisit pour présenter le journal culturel Les Visages pendant six mois.

## Filmographie

### Réalisatrice
- 1998 : Agujetas, cantaor
- 1999 : Aube à Grenade (En Nombre del Padre)
- 2003 : Poligono Sur, Séville côté sud
- 2012 : Volando vengo, Volando Voy (court métrage)

### Scénariste
- 1990 : La Tombale - court métrage
- 1991 : Le Bonheur dans le Crime, long métrage - Libre adaptation de la nouvelle homonyme de Jules Barbey d'Aurevilly
- 1992 : Salomé Flamenca long métrage - première version qui recevra l'appui de l'European Script Fund. Réécrit successivement avec les collaborations de Juan Herrera, Santiago Amigorena, Jean François Goyet[20]
- 1990 : Agujetas, cantaor, documentaire
- 1999 : Aube à Grenade (En Nombre del Padre)
- 2000 : Poligono Sur, Séville côté sud - collaboration ponctuelle de Juan José Ibañez
- 2010 : Me gusta como mujer y persona (Tu me plais comme Femme et comme Personne)
- 2010 : Étoile Filante
- 2011 : Preciosa y el Aire

### Actrice
- 1987 : La Russe (La Rusa) de Mario Camus
- 1991 : Un cœur qui bat de François Dupeyron : une jeune cliente
- 1995 : Mécaniques célestes de Fina Torres : Gaby